# Bétaille
Bétaille (occitanisch: Betalha) ist eine südfranzösische Gemeinde mit 1.073 Einwohnern (Stand: 1. Januar 2022) im Département Lot in der Region Okzitanien. Die Gemeinde gehört zum Arrondissement Gourdon und zum Kanton Martel. Die Einwohner werden Bétaillais genannt.

## Lage
Bétaille liegt im Norden des Quercy. Im Südwesten begrenzt die Dordogne die Gemeinde, Nordwesten ihr Nebenfluss Sourdoire. Umgeben wird Bétaille von den Nachbargemeinden La Chapelle-aux-Saints im Norden und Nordwesten, Végennes im Norden, Queyssac-les-Vignes im Osten und Nordosten, Bilhac im Osten, Tauriac im Süden und Südosten, Carennac im Süden sowie Vayrac im Westen.

## Bevölkerungsentwicklung

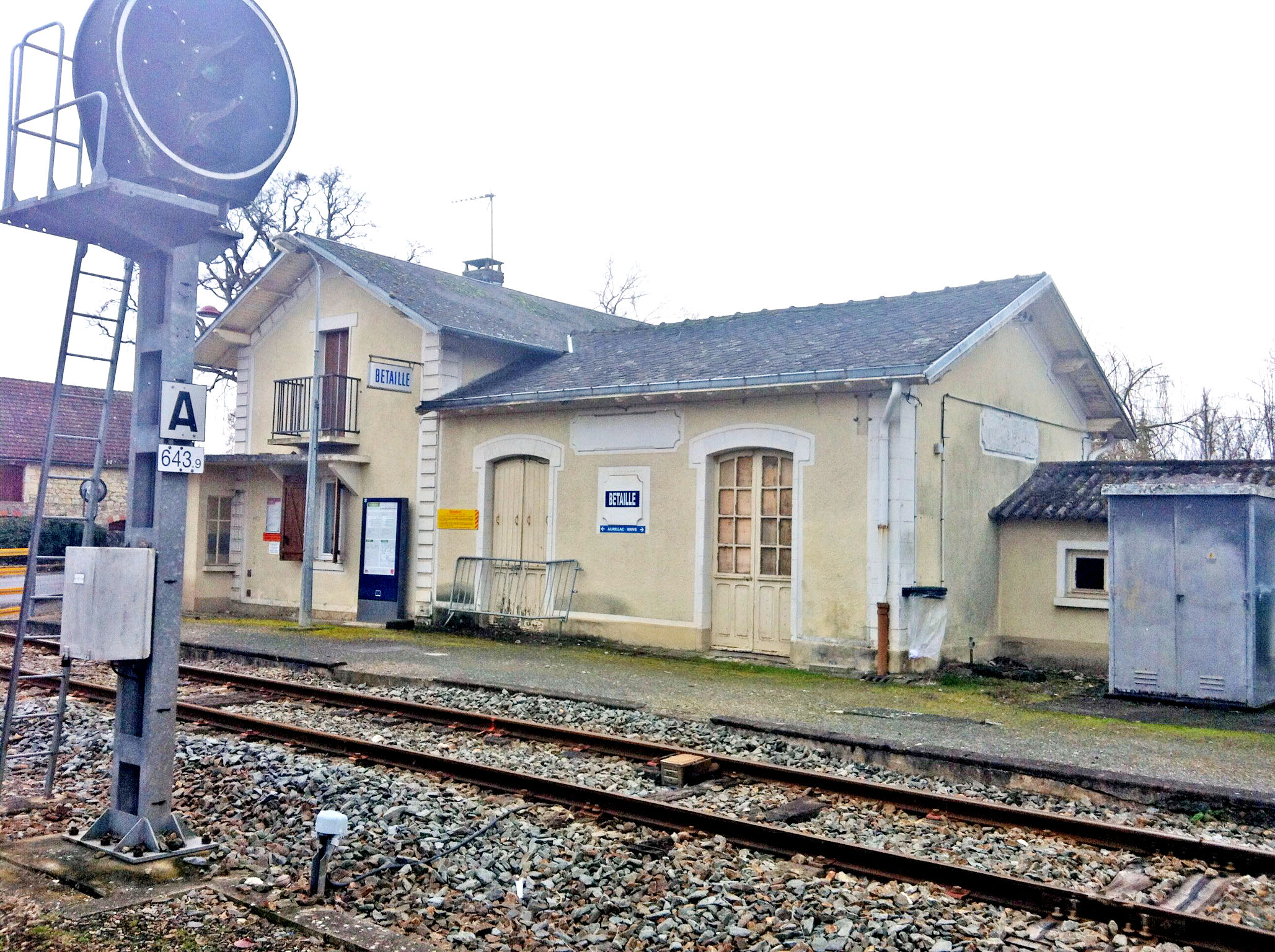
Bahnstation Bétaille

| Jahr                       | 1962 | 1968 | 1975 | 1982 | 1990 | 1999 | 2006 | 2018 |
| Einwohner                  | 780  | 757  | 776  | 789  | 810  | 826  | 925  | 1035 |
| Quellen: Cassini und INSEE |      |      |      |      |      |      |      |      |

## Sehenswürdigkeiten
- Kirche Saint-Georges